# Sigma dp0 Quattro
Die dp0 Quattro ist eine hochauflösende Kompaktkamera, welche vom japanischen Unternehmen Sigma hergestellt wird. Die Kamera eignet sich durch ihr 14 mm Objektiv besonders für Weitwinkelaufnahmen. Die Kamera wurde im Februar 2015 offiziell von Sigma vorgestellt.

## Technische Merkmale
Die Sigma dp0 Quattro ist die mittlerweile vierte Kamera der neu entwickelten dp Serie. Sie verfügt über ein Objektiv mit einer Blende 4 und ein 14 mm Objektiv, welches einem Bildwinkel von 21 mm auf einer Kleinbildkamera einspricht. Das Objektiv besteht aus elf Elementen in acht verschiedenen Gruppen, vier FLD-Glaselemente, zwei SLD-Glaselemente, sowie zwei asphärische Linsen. Dadurch sollen chromatische Aberrationen und Verzeichnungen gemindert werden.

## Eigenschaften
- 29 Megapixel-Foveon X3-Sensor
- Blendenbereich F4-F22
- Belichtungsindex: ISO 100-6.400
- Autofokus und manueller Fokus
- Belichtungszeiten: 30s bis 1/2000s
- 3 Zoll großes Display mit TFT Farb-LCD-Monitor
- elektronischer Sucher
- größter Abbildungsmaßstab 1:7[4]
- aktuelle Firmware: 1.01

## Mitgeliefertes Zubehör
Li-Ion Akku BP-51, Akku-Ladegerät BC-51, USB-Kabel, gedruckte Anleitung

## Optionales Zubehör
Netzgerät SAC-6 (mit Netzteil CN-21), Gegenlichtblende LH5-01, Auslösekabel CR-31, Externer Sucher VF-51, LCD View Finder LVF-01 und Halterung für LCD View Finder LVF-01, Handgriff BG-11, Kameraschutz HC-21, Filter 58mm
Die Kamera verfügt über einen Blitzschuh, welcher mit dem kleinen Blitzgerät EF-140S SA-STTL und den großen Electronic Flash EF-610 DG ST und dem EF-610 DG Super kompatibel ist.

## Sigma Photo Pro
Mit der Software Sigma Photo Pro können Bildbearbeitung und Konvertierung von RAW- in JPEG- oder TIFF-Dateien bei allen Kameras der SD-Reihe durchgeführt werden. Die Version 6.x kann kostenlos für Windows 7+ und Mac OS ab Version 10.8 heruntergeladen werden. Aktuell sind die Software-Versionen 6.5.4 (Win7+) und 6.5.5 (MacOSX 10.9+) verfügbar.
Die Software wird für alle Kameras der DP-Reihe sowie auch für die Sigma-SLR-Kameras SD9, SD10, SD14, SD15, SD1 Merrill und die neue SD Quattro (H) verwendet.